# Бельдюгин, Игорь Михайлович
Игорь Михайлович Бельдюгин (23 апреля 1940, Киев — 22 июня 2012, Москва) — советский и российский физик, специалист в области нелинейной оптики. Профессор МФТИ, доктор физико-математических наук, лауреат Государственной премий СССР и премии Совета Министров СССР.

## Биография
Родился 23 апреля 1940 в Киеве.
В 1959 году с золотой медалью окончил Уссурийское суворовское военное училище. Окончил Московский физико-технический институт в 1964, продолжил учебу в аспирантуре МФТИ.
В 1974 получил степень кандидата физико-математических наук. В 1983 году защитил диссертацию доктора физико-математических наук.
Работал в ФИАН имени П. Н. Лебедева, являлся главным научным сотрудником Научно-производственного объединения «Астрофизика». Профессор кафедры квантовых оптических систем МФТИ, а также читал курсы лекций в МИРЭА.
Увлечения: большой теннис, горные лыжи, бридж, преферанс, разгадывание кроссвордов.
Умер 22 июня 2012  года. Похоронен в Москве на Троекуровском кладбище.

## Награды
- Лауреат Государственной премии СССР (1983), за цикл работ по самообращению волнового фронта света при вынужденном рассеянии на гиперзвуке)
- Премия Совета Министров СССР (1990)
- Победитель всероссийского конкурса «Инженер года» в номинации «Лазерная техника» (2002)
- Премия имени Н. Г. Басова (2006), за цикл работ: «Усиление сверхслабых сигналов, отраженных от удаленных объектов, и разработка принципов построения их неискаженных изображений в условиях турбулентной атмосферы»)[6]